# Джонсон, Даниэль (младший)
Даниэль Джонсон (фр. Daniel Johnson, род. 24 декабря 1944, Монреаль, Квебек) — квебекский политический деятель, сын выдающегося политика Даниэля Джонсона (старшего), брат Пьер-Марка Джонсона.
С 11 января до 26 сентября 1994 года возглавлял Либеральную партию Квебека и был Премьер-министром. На волне недовольства проектом компромисса относительно подписания Квебеком новой конституции Канады, проиграл выборы суверенной Квебекской партии и оставил политику.